# Гай Секстій Кальвін
Гай Секстій Кальвін (лат. Gaius Sextius Calvinus; ? — після 120 до н. е.) — політичний, державний та військовий діяч Римської республіки, консул 124 року до н. е.

## Життєпис
Походив з плебейського роду Секстіїв. 
У 124 році до н. е. став претором. У 124 році до н. е. його обрано консулом разом з Гаєм Кассієм Лонгіном. Під час свого консульства вирушив на допомогу до Марка Фульвія Флакка на південь Галлії. Тут з успіхом воював проти лігурів, салувіїв, воконтіїв.
Потім у 123–122 роках до н. е. був проконсулом у Галлії. За цей час збудував колонію Aquae Sextiae, а також відняв у лігурів прибережні землі. У 122 році до н. е. отримав тріумф. У 120 році до н. е. році як легат консулів Агенобарба та Квінта Фабія брав участь у військових діях проти галлів.
З того часу про подальшу долю Гая Секстія Кальвіна згадок немає.

## Родина
- син Гай